# Suite pour orchestre no 1 de Massenet
La Suite no 1, op. 13, de Jules Massenet est une œuvre pour orchestre composée en 1865.

## Contexte
Jules Massenet compose cette première suite entre 1863, alors qu'il est en résidence à la Villa Médicis à Rome, et 1865 à Venise.
Elle sera créée deux ans plus tard, le 24 mars 1867, par les Concerts populaires de musique classique sous la direction de Jules Pasdeloup. Une polémique éclate en 1868 à l'occasion d'une nouvelle interprétation de l'œuvre, lorsque le critique Albert Wolff se moque de l'appellation « symphonie » donnée par le compositeur lorsqu'il a envoyé la partition, alors que l'œuvre lui semble trop faible. Jules Massenet lui répond qu'il ne s'agit que d'une suite et non d'une symphonie, et le compositeur et pédagogue Théodore Dubois prend sa défense.
Jules Massenet a composé ensuite six autres suites pour orchestre entre 1871 et 1882.

## Structure
L'œuvre se compose de quatre mouvements :
1. Pastorale et fugue
2. Variations
3. Nocturne
4. Marche et strette

La durée approximative est d'environ 20 minutes.

## Discographie
- Orchestre symphonique de Nouvelle-Zélande dirigé par Jean-Yves Ossonce, 1994 (Naxos, 1995)